# 丸之內
丸之內（日语：／ Marunouchi */?）是日本東京都千代田區的一個區域，位於皇居外苑與東京站之間，行政區劃上為千代田區之町名，劃分為1丁目至3丁目，人口4人，郵遞區號為100-0005。其為東京主要的商業街之一，同時也是三菱集團的大本營。

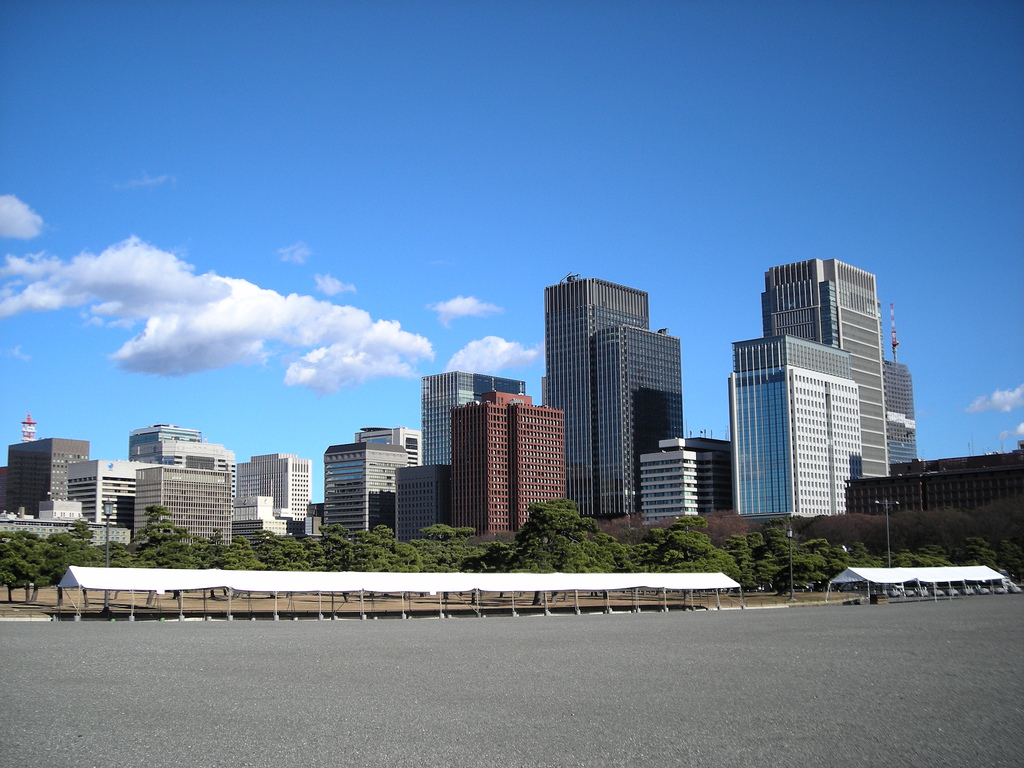
由皇居望去的丸之內天際線

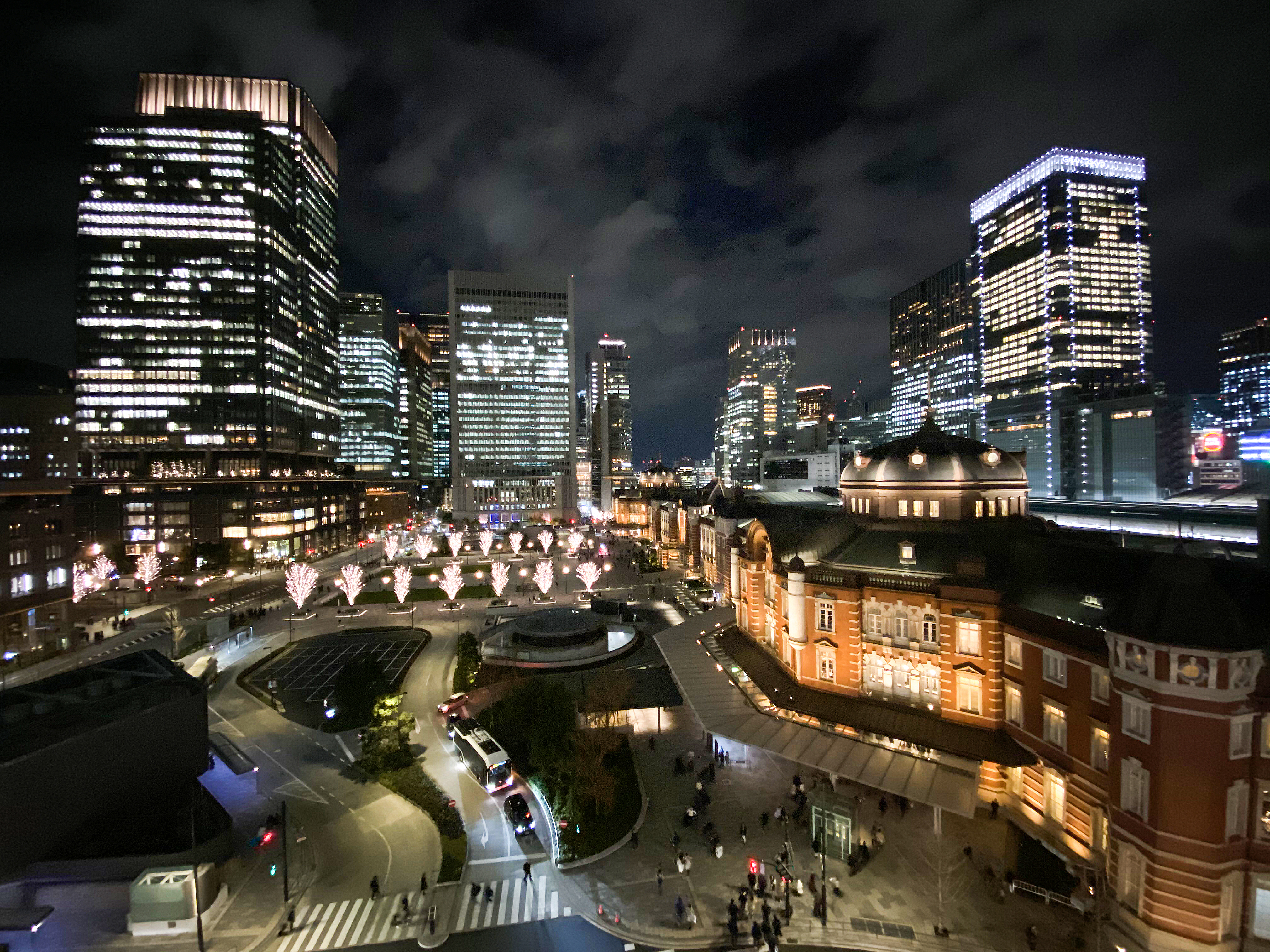
晚上的東京站丸之內南口

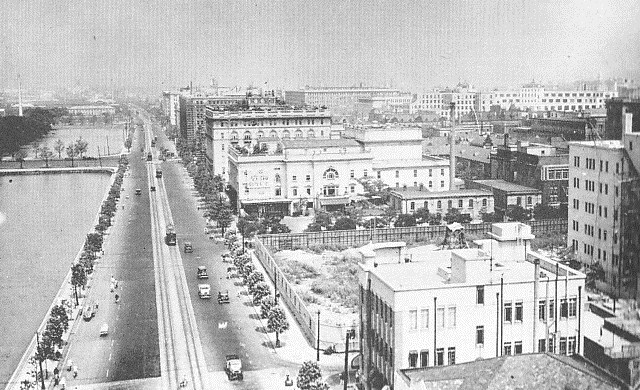
1930年代的丸之內景色

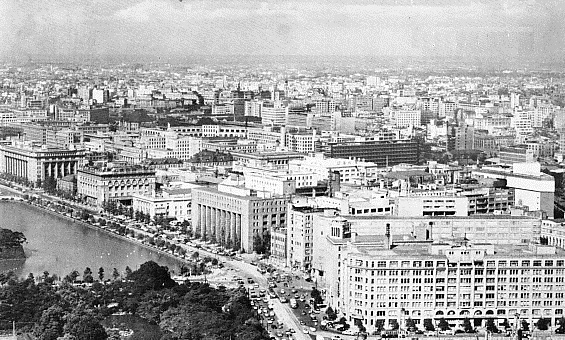
1960年代的丸之內景色

丸之內以東京站為中心，與鄰接的大手町共同發展為中心商務區，內有丸大廈、新丸大廈、三菱日聯銀行本部大廈、郵船大廈等大型企業的辦公大樓，因而成為日本的金融、經濟中心之一。日間人口與夜間人口差距極大是其特徵，平日日間以企業僱員為主，夜間與假日則以利用東京站轉乘運輸工具的人潮為主，較為休閒。丸之內二丁目的明治生命館（明治生命保險相互會社本社本館）為日本政府指定之重要文化財。帝國劇場亦位於此。由於三菱集團旗下企業的總部多設於此，也被別稱為「三菱村」。
日本的電視台在播出與勞動人口、或是與經濟調查有關的新聞報導時，常以東京站丸之內北口一帶企業僱員的景象做為背景影像。

## 地理
西為千代田區皇居外苑，北鄰同區大手町，南接同區有樂町、日比谷，東臨中央區銀座、八重洲。有時與鄰近的大手町、有樂町合稱為「大丸有」。

## 歷史
德川家康於1590年起以江戶城作為幕府將軍居所，鄰近東京灣部份以「日比谷入江」稱呼。此地有24家親藩、譜代大名的藩邸，所以也被稱為「大名小路」。也是南北町奉行、勘定奉行的奉行所所在地。
明治維新後，原為官有地的陸軍兵舍、練兵場等，在1890年被遷移，在當時政府財政困窘的情況下，丸之內的大片土地由三菱財閥第二代掌門人岩崎彌之助以150萬日圓買入。當時這些由三菱持有土地均為待開發的荒地，因此被稱為「三菱原」（三菱ヶ原）；經過長時間的開發、加上1914年東京站啟用所帶來交通便捷度的提升，逐漸使丸之內成為今日所見的繁榮商圈。丸之內至今仍為三菱集團各公司總部所在地，區內辦公室大廈亦多由三菱集團旗下的三菱地所所擁有。
1894年，利用高知藩屋敷舊址興建的東京府廳舍（即第一代東京都廳舍）完工。同時期以模仿倫敦倫巴底街的紅磚街建設。1914年，利用昔日三河吉田藩、信濃松本藩之屋敷舊址興建的東京站啟用；1923年丸大廈完工啟用，此後便以商業街急速發展，許多美式混凝土大樓在此建成。區內的紅磚建築群與美式大樓建築群，分別被稱為「一丁倫敦」與「一丁紐育」，即「倫敦街」與「紐約街」之意（「丁」指丁目，「紐育」則是紐約的日語漢字譯名）。
1991年，東京都廳舍遷移至新宿副都心，舊址在1997年建成東京國際論壇大樓。2002年，丸大廈於原址重建完成，完工啟用僅4個月，入場人數已突破200萬人次，一躍成為東京的新觀光熱點。2004年9月14日，利用日本國有鐵道本社、JTB本社、東京中央大廈等建築舊址重建而成的丸之內OAZO正式對外開放。3日後的9月17日，作為重要文化財的明治生命館，與周邊土地進行都市更新後建成的明治安田生命大廈（丸之內My Plaza）對外開放。
2007年4月27日，與丸大樓對街而立的第二代新丸大廈開業。2009年4月30日，仿造丸之內最早辦公大樓「三菱一號館」建造的三菱一號館美術館竣工。
預定於2024年發行的改版一萬日圓紙幣之背面將會有東京車站丸之內口建築的圖案。

### 地名由來
丸之內意為堀的內側。

### 沿革
- 1878年11月2日－屬東京府麴町區。
- 1889年5月1日－屬東京府東京市麴町區。
- 1943年7月1日－屬東京都麴町區。
- 1947年3月15日－屬東京都千代田區。
- 1970年1月1日－實施住居表示（日语：住居表示）（地址編碼）[6]。

### 町名變遷
| 實施後       | 實施年月日   | 實施前（未備註表部分地區）         |
| ------------ | ------------ | ---------------------------------- |
| 丸之內一丁目 | 1970年1月1日 | 丸之內一丁目（全域）、丸之內二丁目 |
| 丸之內二丁目 | 1970年1月1日 | 丸之內二丁目                       |
| 丸之內三丁目 | 1970年1月1日 | 丸之內三丁目（全域）               |

## 地區
企業
- 出光興產－本社所在地
- AIU保險會社（日语：AIU保険会社）－東京本店
- 東京會館（日语：東京會舘）－本社所在地
- 東京商工會議所（日语：東京商工会議所）－事務局所在地
- 瑞穗金融集團－本社所在地
- 三菱集團各社本社、本店
  - 三菱商事
  - 東京海上日動火災保險（日语：東京海上日動火災保険）
  - 三菱電機
  - 三菱UFJ金融集團
    - 三菱東京UFJ銀行
    - 三菱UFJ證券控股
      - 三菱UFJ摩根史坦利證券

    - 三菱UFJ信託銀行

  - 日本郵船

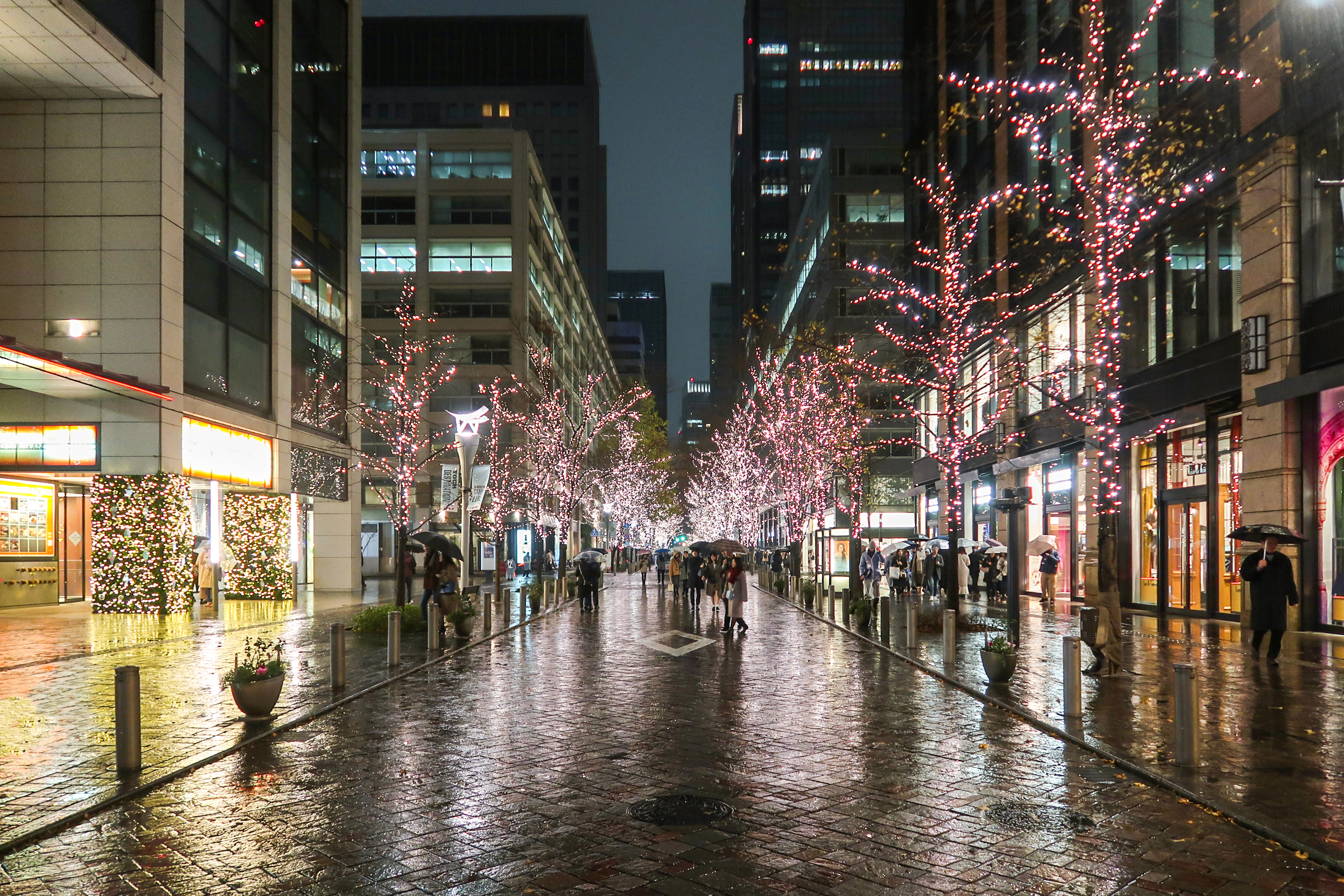
雨下的丸之內仲大道

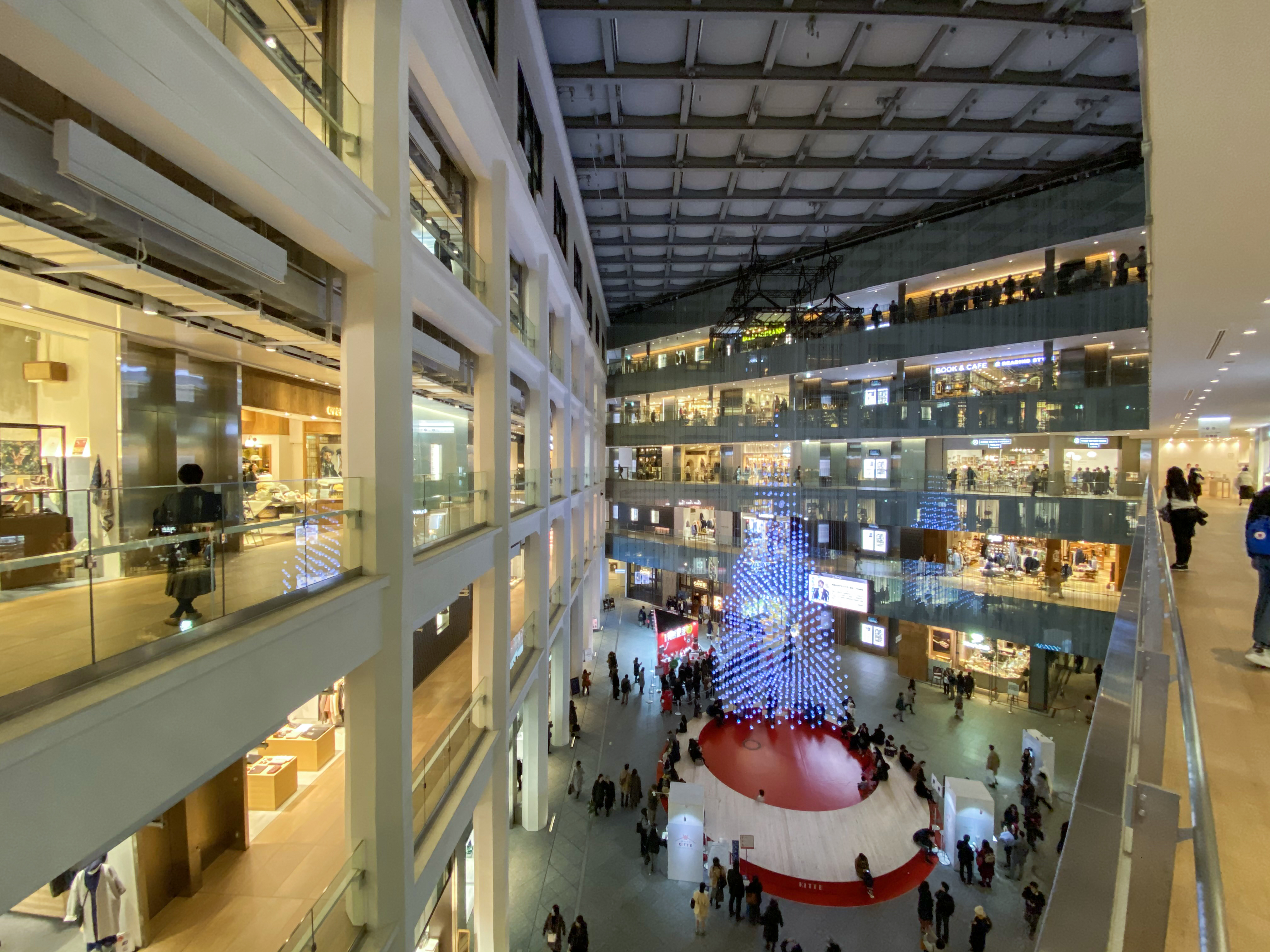
丸之內口附近的KITTE商場，由東京中央郵局建築物改建而成

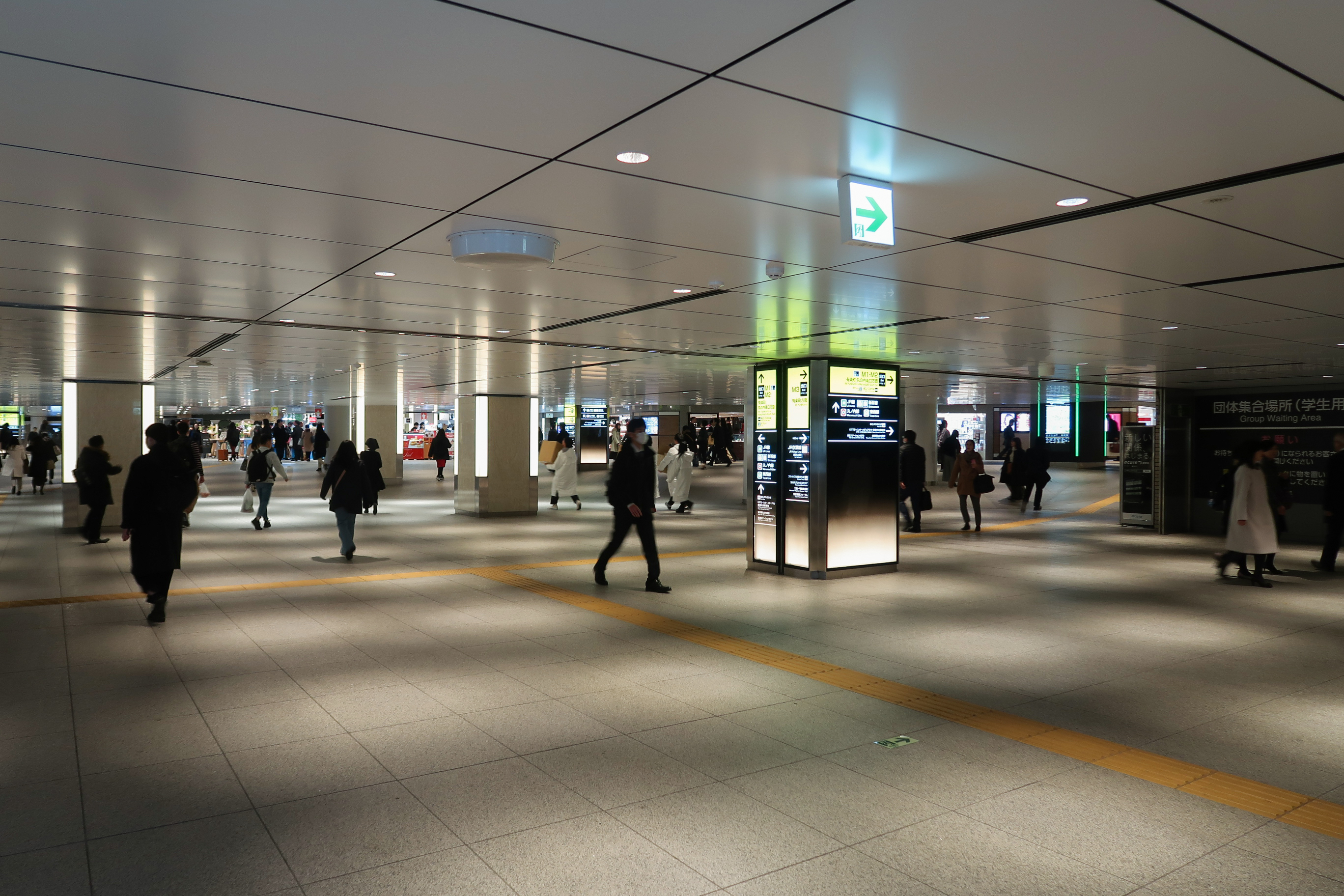
東京站丸之內口地下通道往不同商廈

  - Astomos Energy（日语：アストモスエネルギー）
- 日新製鋼（日语：日新製鋼）－新國際大廈（新国際ビル）
  - 尼康
  - 明治安田生命－本社所在地、丸之內My Plaza（日语：丸の内マイプラザ）內
- 古河集團各社本社
  - 古河機械金屬（日语：古河機械金属）（舊古河礦業）－丸之內仲通大廈（日语：丸の内仲通りビル）
  - 古河電氣工業－丸之內仲通大廈
  - 日本Zeon（日语：日本ゼオン）－新丸之內中央大廈（新丸の内センタービル）
  - 瑞穗實業銀行－瑞穗實業銀行大廈（みずほコーポレート銀行ビル）
- 三井住友銀行
- 三井住友金融集團
- 日本生命保險－東京本部
- 野村综合研究所－本社所在地
- 拜耳－本社所在地
- 日立製作所－本店所在地
- 郵貯銀行－本店所在地（本社在霞關）
- 卡樂比－本社所在地

## 觀光
景點、古蹟、商業設施
- 東京站丸之內站舍（重要文化財）
  - 東京車站大飯店
  - 東京站畫廊（東京ステーションギャラリー）
- 新丸之內大廈
- 國際大樓（日语：国際ビルヂング）
  - 帝國劇場
  - 出光美術館
- Dean & DeLuca（日语：ディーン・アンド・デルーカ）
- 東京國際論壇
- TOKIA（日语：東京ビルディング (丸の内)）
- 東京丸之內四季酒店（日语：フォーシーズンズホテル丸の内東京），在丸之內太平洋世紀廣場（日语：パシフィックセンチュリープレイス丸の内）內
- 東京皇宮酒店
- 丸善（日语：丸善）丸之內本店
- 丸之內OAZO（日语：丸の内オアゾ）
- 丸之內大廈
- 明治生命館（重要文化財）
- 三菱一號館美術館，在丸之內Brick Square（日语：丸の内パークビルディング）（丸の內ブリックスクエア）內
- 丸之內酒店（日语：丸ノ内ホテル）
- 有樂町Infos（有楽町インフォス），BIC CAMERA有樂町店電視館、無印良品有樂町店
- JP塔

## 交通
鐵路
- 都營地下鐵 大手町站（ 三田線）
- 東京地下鐵 大手町站（ 丸之內線、 東西線、 千代田線、 半藏門線） - 設有出入口。（所在地：大手町）
- 東日本旅客鐵道（JR東日本）東京站（ 中央線、 京濱東北線、 山手線、 東海道線、 京葉線、 橫須賀線、 總武快速線、 東北、山形、秋田、上越、長野新幹線）
- 東海旅客鐵道（JR東海）東京站（ 東海道、山陽新幹線（日语：東海道・山陽新幹線））
- 東京地下鐵 東京站（ 丸之內線）
- 東京地下鐵 二重橋前站（ 千代田線）
- 都營地下鐵 日比谷站（ 三田線）－設有出入口。（所在地：有樂町）
- 東京地下鐵 有樂町站（ 有樂町線）－設有出入口。（所在地：有樂町）

巴士（東京站詳細巴士路線請參照東京站巴士乘車處）
- 都營巴士S-1 東京站丸之內 北口
- 都營巴士東20 東京站丸之內 北口
- 都營巴士東20乙 東京站丸之內 北口 - 僅平日運行
- 都營巴士東22 東京站丸之內 北口
- 都營巴士東43 大手町／東京站丸之內 北口
- 都營巴士都04 東京國際論壇前/東京站丸之內 南口
- 都營巴士都05 東京國際論壇前/東京站丸之內 南口
- 都營巴士東98 馬場先門/東京國際論壇前/東京站丸之內 南口
- 東急巴士東98 馬場先門/東京國際論壇前/東京站 南口
- 哈多巴士 東京站丸之內 南口
- 丸之內Shuttle（日语：丸の内シャトル） 新丸大廈/郵船大廈/丸之內My Plaza/東京會館/新國際大廈/三菱大廈
- 東京天空巴士（日语：スカイバス東京）

道路
- 內堀通
- 東京都道404號皇居前東京停車場線（行幸通）
- 日比谷通
- 丸之內仲通（日语：丸の内仲通り）

首都高速道路、出入口
- 首都高速都心環狀線

## 備註
1. ↑  .   [2015-02-22]. （原始内容存档于2015-02-22）.
2. ↑   （页面存档备份，存于） - ISBN 978-4-86320-645-8
3. ↑  . NHK. 2019-04-09  [2019-04-09]. （原始内容存档于2019-05-02） （日语）.
4. ↑  . 蘋果日報. 2019-04-09  [2019-04-09]. （原始内容存档于2020-06-15）.
5. ↑  .   [2013-08-13]. （原始内容存档于2020-11-23）.
6. ↑  同年2月2日、自治省告示第22号「住居表示が実施された件」

## 外部連結
- 千代田區官方網站（页面存档备份，存于）
- Marunouchi.com（页面存档备份，存于）
- 丸之內寫真集（页面存档备份，存于）

35°40′52.87″N 139°45′51.67″E / 35.6813528°N 139.7643528°E